# Arales
Ordre
Classification APG II (2003)
Classification APG III (2009)
Classification APG IV (2016)
L'ordre des Arales regroupe des plantes herbacées monocotylédones.
En classification classique de Cronquist (1981), il comprend deux familles :
- les Aracées, représentées en France par le genre Arum (dont le Gouet tacheté) ;
- les Lemnacées, famille des lentilles d'eau.

En classification phylogénétique APG II (2003), en classification phylogénétique APG III (2009) et en classification phylogénétique APG IV (2016) cet ordre n'existe pas. En effet, les Aracées et les Lemnacées, rassemblées en une seule famille, font partie de l'ordre des Alismatales. Mais le genre Acorus (dont l'Acore odorant) est placé dans une famille et un ordre particulier : les Acoracées et les Acorales.